# Santurdejo
Santurdejo is een gemeente in de Spaanse provincie en regio La Rioja met een oppervlakte van 18,35 km². Santurdejo telt 118 inwoners (1 januari 2016).

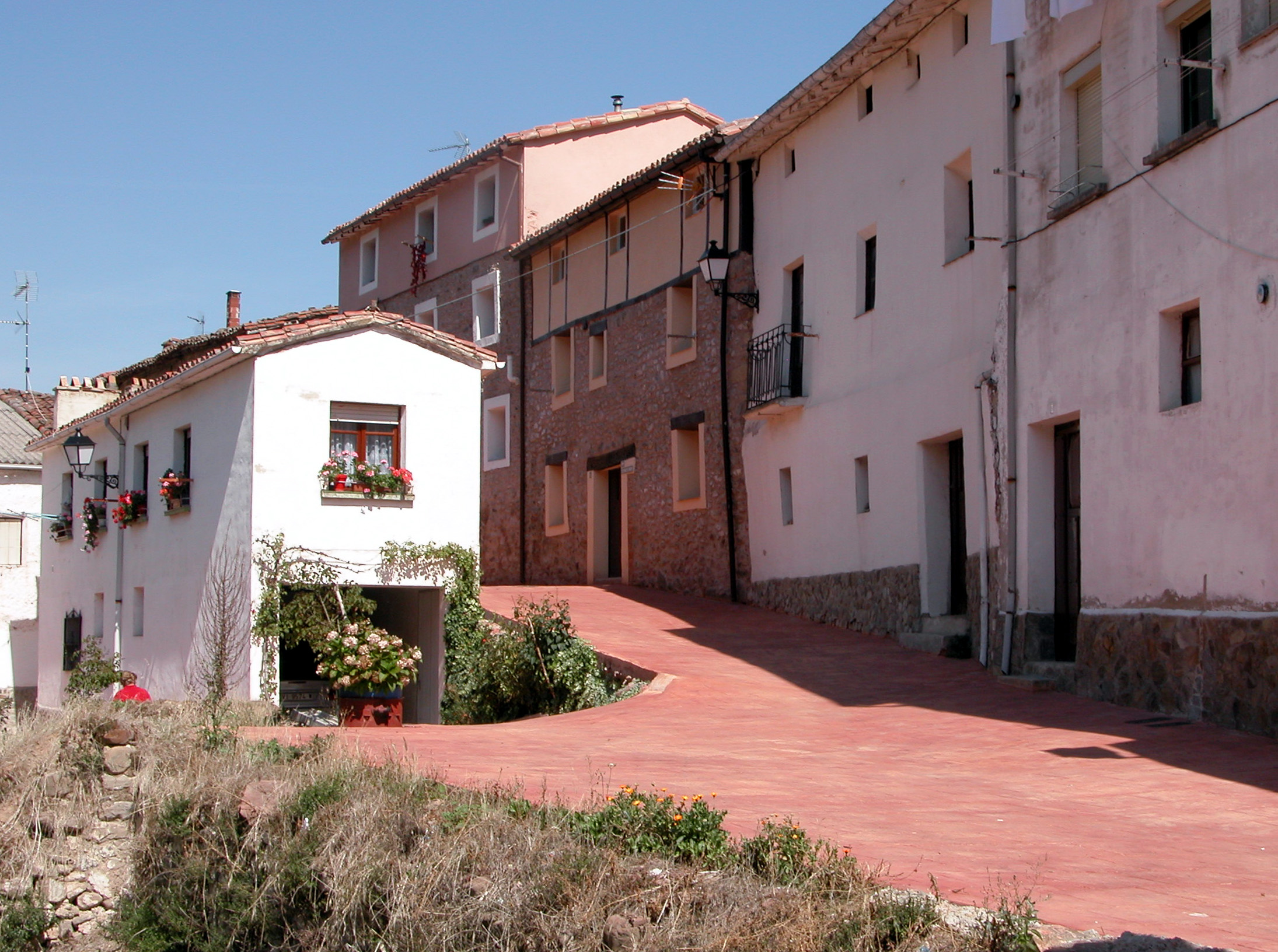
Santurdejo
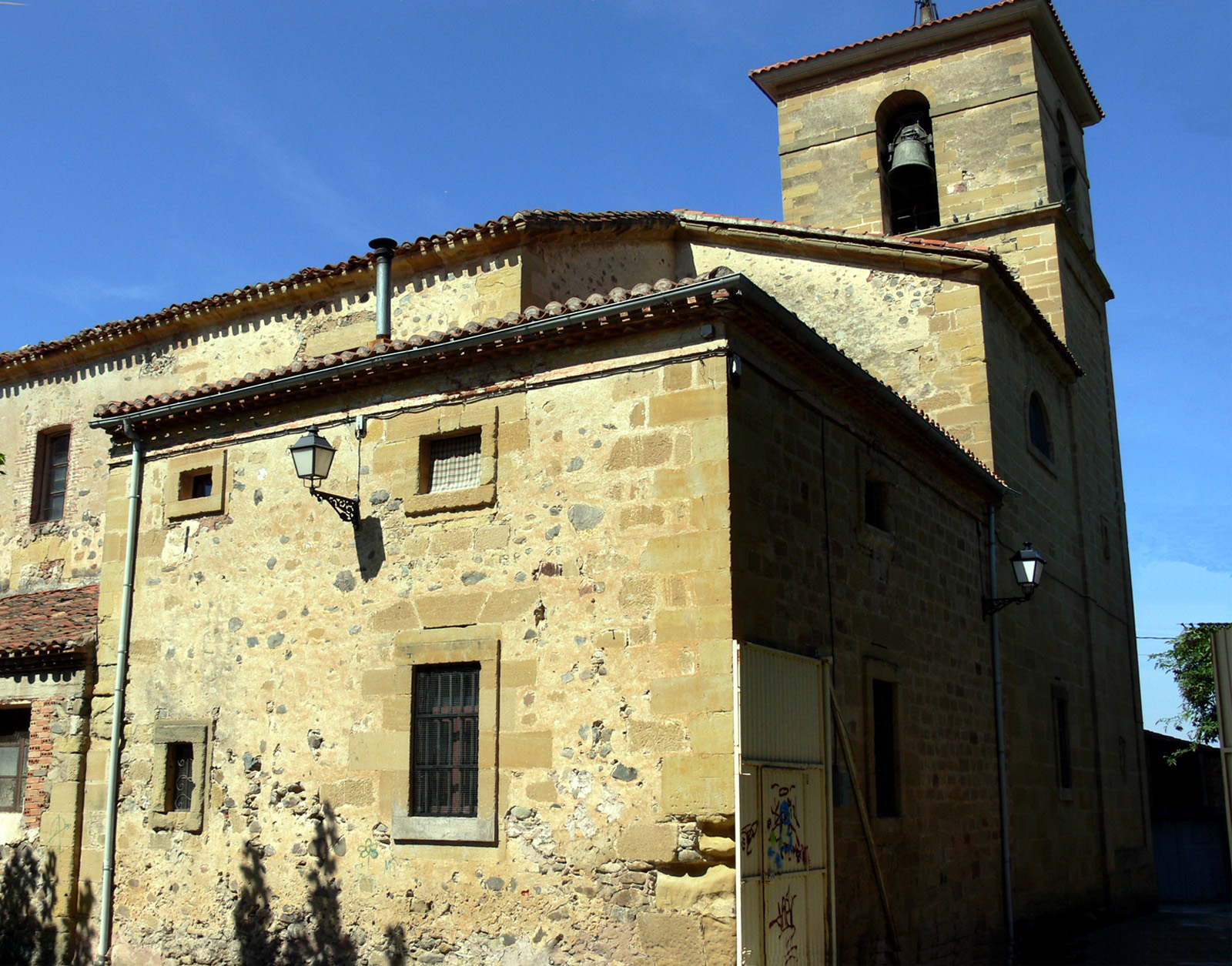
Kerk van San Jorge in Santurdejo

## Demografische ontwikkeling
Bron: INE, 1857-2011: volkstellingen